# Linia kolejowa Rudoltice v Čechách – Lanškroun
Linia kolejowa Rudoltice v Čechách – Lanškroun – linia kolejowa w Czechach, biegnąca przez kraj pardubicki, od Rudoltice v Čechách do Lanškrounu.